# Albucil·la
Albucil·la (en llatí Albucilla) va ser una dama romana, casada amb Satri Segon (Satrius Secundus), i que va tenir gran nombre d'amants.
Va ser acusada, cap al final del regnat de Tiberi, de traïció a l'emperador (impietatis in principem) juntament amb Gneu Domici Aenobarb, Vibi Mars i Lluci Arrunti el jove.
Va intentar suïcidar-se però no se'n va sortir i el senat va ordenar tancar-la a la presó.